# Raille
Die Raille (auch Rival genannt) ist ein 35 Kilometer langer linker Nebenfluss der Oron im französischen Département Isère in der Region Auvergne-Rhône-Alpes. Sie entwässert ein Gebiet von 501 km².

## Verlauf
Der Fluss entspringt auf etwa 636 m bei La Roche auf dem Gemeindegebiet von Quincieu. Nach kurzem Lauf nach Osten wendet er sich ab Mont in der Gemeinde La Forteresse in einem größeren Bogen nach Nordwesten. Er durchfließt Saint-Gerois, wo er kurz nach Westen, danach vorwiegend in mehreren Bögen nach Norden verläuft. Er passiert das Dorf Saint-Étienne-de-Saint-Geoirs, nimmt die Coule auf und fließt gleich danach wieder vorwiegend nach Westen, wobei er die Gemeindegebiete von Brézins, Saint-Siméon-de-Bressieux, wo die Baïse einmündet, La Côte-Saint-André und Viriville durchfließt.
Nachdem er das Dorfzentrum von Marcilloles passiert hat, fließt er kurz Richtung Süden durch Thodure, wo er auch Baïse genannt wird. Hier, wenig nördlich des Dorfzentrums, nimmt er von links den Nivollon, Torrent de la Pérouse sowie den Torrent de Fondon auf. Der Fluss fließt wieder Richtung Nordwesten und wird nun erstmals Raille genannt. Er durchquert Beaufort, ehe er an deren westlichen Gemeindegrenze zu Saint-Barthélemy auf etwa 272 m von rechts in einen Nebenarm des Oron Oberlaufes mündet, welche hier auch Rivière de Saint-Barthélemy genannt wird.